# Leptocerus mubalei
Leptocerus mubalei är en nattsländeart som först beskrevs av Jacquemart 1961.  Leptocerus mubalei ingår i släktet Leptocerus och familjen långhornssländor. Inga underarter finns listade i Catalogue of Life.